# 雷姆斯-穆尔县
雷姆斯-穆尔县（德語：Rems-Murr-Kreis）是德国巴登-符腾堡州的一个县，隶属于斯图加特行政区，首府魏布林根。

## 地理
雷姆斯-穆尔县北面与海尔布隆县和施韦比施哈尔县，东面与奥斯特阿尔布县，南面与格平根县和埃斯林根县，西面与斯图加特市和路德维希堡县相邻。

## 县徽
雷姆斯-穆尔县的县徽是金色的底色上，两条蓝色的浪线和一根黑色的鹿角，鹿角代表14世纪起统治雷姆斯-穆尔县大部分地区的符腾堡家族，两条浪线分别代表雷姆斯河（Rems）和穆尔河（Murr），雷姆斯-穆尔县的名字即来自于这两条河流。雷姆斯-穆尔的县徽启用于1974年。